# マメール (セネガル)

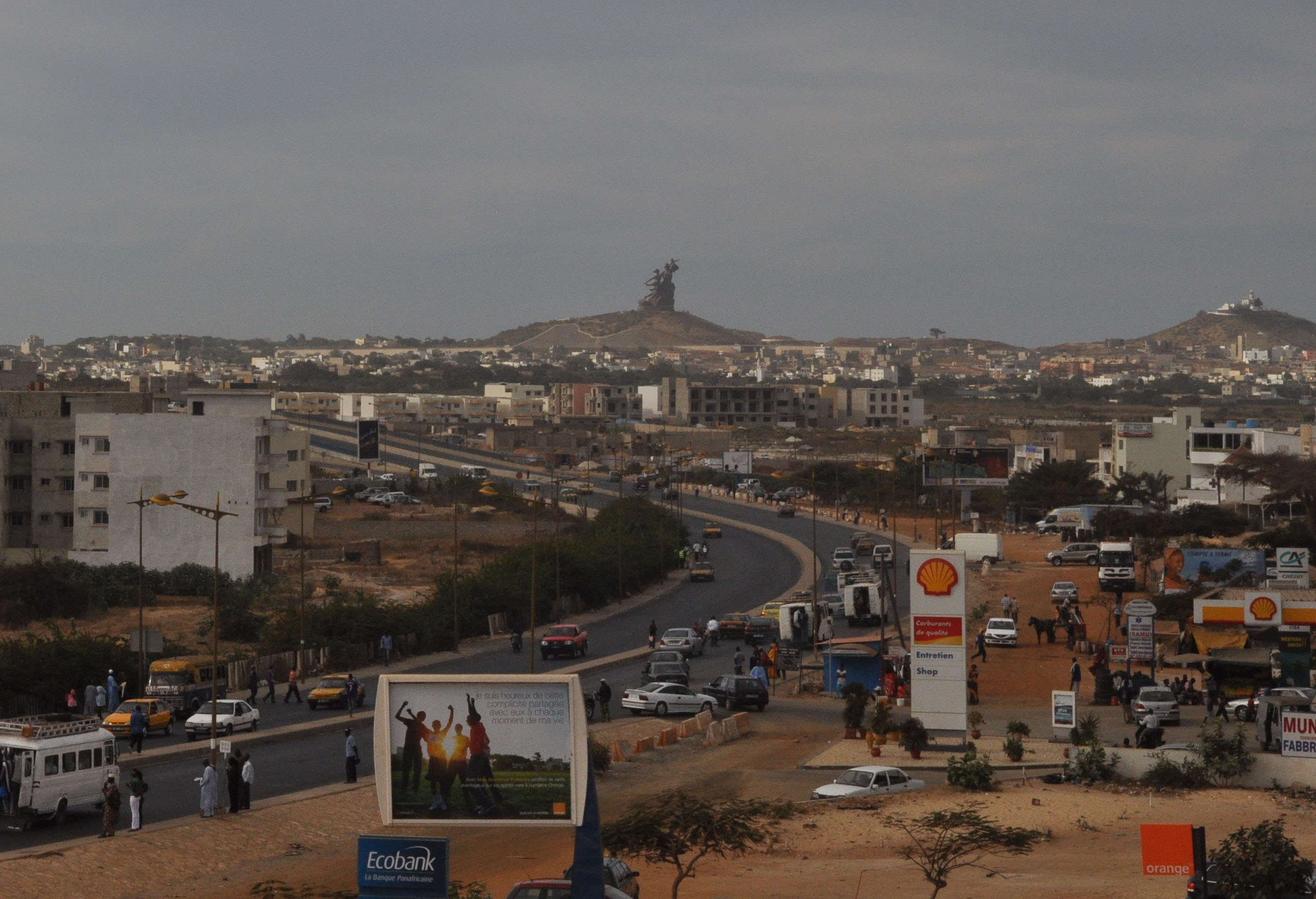

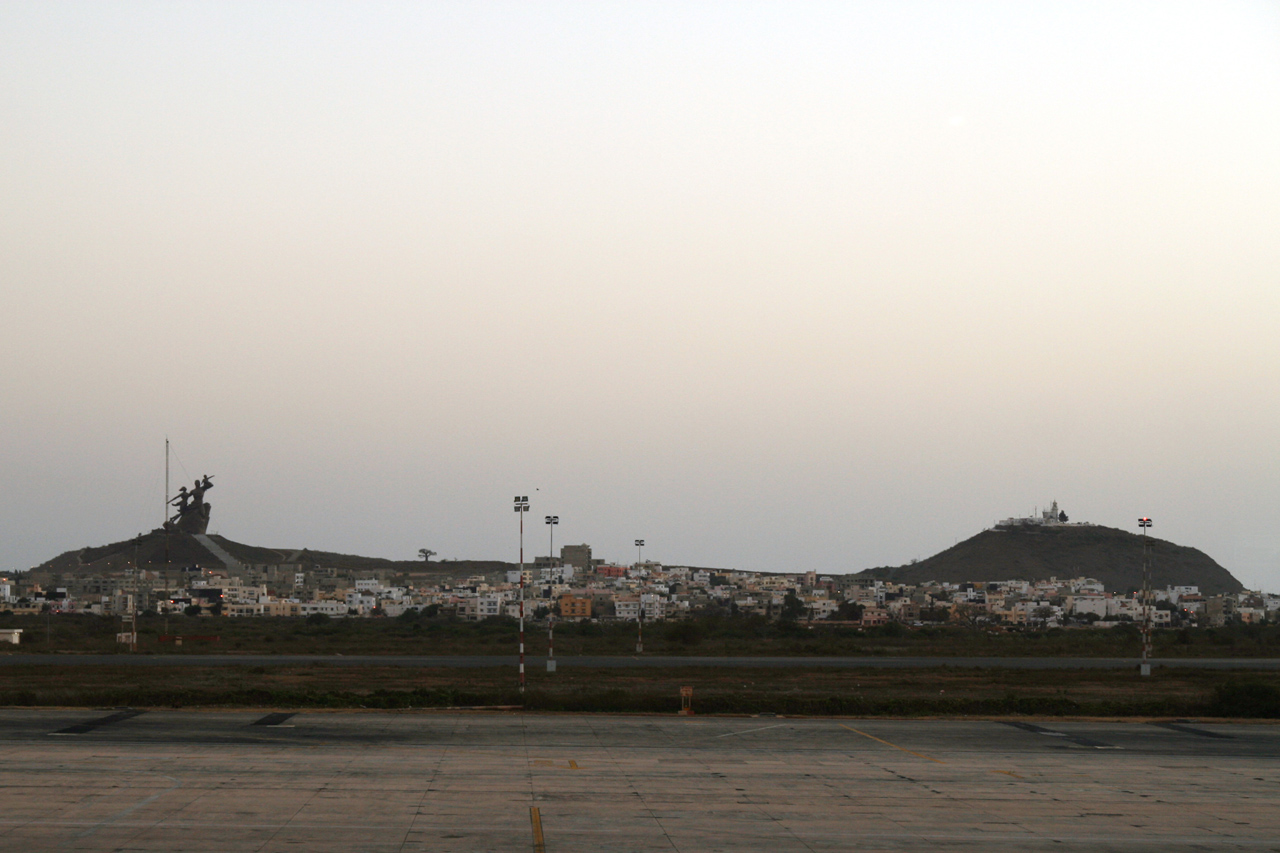
ダカール国際空港からみたマメール

マメール(仏:Les Mamelles)はセネガルのヴェルデ岬西側にある二つの火山性の丘のことである。ダカール市のワカム区にある。マメールはフランス語で「乳房」を意味する。
丘の高さは約105mで、第四紀初期に形成されたものとされる。
二つの丘には、それぞれマメール灯台と、アフリカ・ルネサンスの像が建設されている。